# 周功鑫
周功鑫（1947年4月14日—），中華民國博物館學學者，生於浙江，輔仁大學法文系學士，法國巴黎第四大學藝術史與考古學博士，曾任國立故宮博物院院長秘書、展覽組組長達27年，並曾任教於政治大學、輔仁大學，於2002年在輔仁大學成立博物館學研究所並任所長至2008年。2008年5月20日接任中華民國國立故宮博物院院長，至2012年7月底歸建教職。

## 獎項
- 1998年，法國文化博士勛章
- 2007年，教宗本篤十六世頒獎勵狀「宗座降福狀」與一面宗座銀質獎牌
- 2011年，法國「榮譽軍團軍官勳章」騎士勛位

## 著作
期刊與研討會論文
- [2]

專書與專書論文
1. 談故宮文物在北平裝運點滴─周功鑫院長，《故宮文物月刊》，第313期，2009。
2. 承擔使命．開創未來─周功鑫院長談話錄，《故宮文物月刊》，第304期，2008。
3. 藝術與宗教—義大利十四至十七世紀黃金時期繪畫特展，國父紀念館館刊，第19期，2007。
4. 一個展覽的誕生，《藝術與宗教—義大利十四至十七世紀黃金時期繪畫特展》，2006。
5. 從中國繪畫談古人生活藝術，台北國立歷史博物館，2005。
6. 蔣夫人的服飾品味，中正文教基金會「言為士則，行為世範」座談會，2004。
7. 國際交流互動方式-以1995年國立故宮博物院與羅浮宮博物館合作展為例，國立台灣美術館「 國際交流的拋物線連結─2004年策展人論壇研討會」，2004。
8. 從中國繪畫談古人生活藝術，天主教輔仁大學「93學年度理外民學院使命特色座談會」，2004。
9. 國內博物館從業人員專業訓練建制探討，國立中山大學藝術管理研究所、國立台灣藝術教育館「藝術與文化管理國際學術研討會」，2003。
10. 國內公立博物館行政法人化配套措施初探，國立臺灣史前文化博物館「2003國立社教機構永續發展研習計畫之博物館行政法人化座談暨研討會」，2003。
11. 國內公立藝術類博物館人事管理研究，台北縣文化局、朱銘美術館「迎接博物館時代的來臨研討會」，2001。
12. 博物館展覽策畫與觀眾學習，《博物館學季刊》第十五卷第二期，2001。
13. 博物館展覽策劃與觀眾學習，南投：國立暨南大學成人與繼續教育研究所「2000 年博物館教育國際學術研討會」，2000。
14. 法國博物館法簡介，《文化視窗》第二十三期，文建會，2000。
15. 博物館行銷理論研究，台北國立歷史博物館「博物館行銷國際討論會」，1998。
16. 省思文化體系─文化行政與制度，《第二屆全國文化會議第一階段桃竹苗座談會實錄》新竹文化中心，1997。
17. 十七世紀末法國耶穌會教士與中國漆器，美國芝加哥藝術館「明清藝術國際討論會」，1996。
18. 清康熙前期款彩漢宮春曉漆屏風與中國漆工藝之西傳，台北：國立故宮博物院，1995。
19. 羅浮宮與羅浮宮博物館，《故宮文物月刊》，第十三卷第七期，1995 。
20. 荷蘭國家博物館藏中國款彩漢宮春曉六曲屏風之研究－中國漆工藝西傳初探，國立故宮博物院《中華民國建國八十年中國藝術文物國際研討會論文集》， 1991 。
21. 古物展示中的問題，《文化資產維護研討會專輯》，台北：行政院文化建設委員會， 1989。
22. 法國博物館事業的研究，《故宮學術季刊》，第六卷第四期，1989。
23. 由近三十年來出土宋代漆器談宋代漆工藝，美國舊金山亞洲藝術博物館「國際中國漆器研討會」，1986 。
24. 由近三十年來出土宋代漆器談宋代漆工藝，《故宮學術季刊》，第四卷第一期，1986 。
25. 博物館的教育與導覽工作，《故宮文物月刊》，第三卷第十二期，1986 。
26. 由香港華夏中古文物英華展覽談複製文物巡迴展覽，《故宮文物月刊》，第三卷第六期，1985。
27. 中國雕漆工藝的製作與發展，《中國科技史》，台北：自然科學文化事業公司，1983。

## 外部連結
- 行政院閣員介紹-周功鑫

| 官衔          | 官衔                                                  | 官衔                             |
| ------------- | ----------------------------------------------------- | -------------------------------- |
| 中華民國政府  |                                                       |                                  |
| 前任： 林曼麗 | 國立故宮博物院院長 第六任 2008年5月20日—2012年7月29日 | 繼任： 周昆（代理） 正任：馮明珠 |